# Sym-Bionic Titan
Sym-Bionic Titan (no Brasil: Titã Simbiônico) é uma série de desenho animado estadunidense que foi produzida de 2010 a 2011 pelo Cartoon Network Studios em parceria com a empresa Orphanage Animation Studios e exibida pelo canal de televisão por assinatura Cartoon Network. Criada por Genndy Tartakovsky, o mesmo criador das séries de desenho animado O Laboratório de Dexter e Samurai Jack.
A série estreou nos Estados Unidos em 17 de setembro de 2010 e no Brasil em 16 de novembro do mesmo ano. Foi cancelada em março de 2011 pelo Cartoon Network, com apenas 20 episódios produzidos, tendo seu último episódio exibido nos Estados Unidos em 9 de abril do mesmo ano. No SBT estreou em 19 de maio de 2014, assim como Hora de Aventura.

## Episódios
| Episódio (temp.) | Título original           | Título em português          | Data de estreia         |
| ---------------- | ------------------------- | ---------------------------- | ----------------------- |
| 01               | Escape to Sherman High    | Fuga para Sherman High       | 17 de setembro de 2010  |
| 02               | Neighbors in Disguise     | Vizinhos Disfarçados         | 24 de setembro de 2010  |
| 03               | Elephant Logic            | A Lógica do Elefante         | 1 de outubro de 2010    |
| 04               | The Phantom Ninja         | O Ninja Fantasma             | 8 de outubro de 2010    |
| 05               | Roar of the White Dragon  | O Rugido do Dragão Branco    | 15 de outubro de 2010   |
| 06               | Shaman of Fear            | Xamã do Medo                 | 22 de outubro de 2010   |
| 07               | Showdown at Sherman High  | Batalha em Sherman High      | 29 de outubro de 2010   |
| 08               | Shadows of Youth          | Sombras da Juventude         | 5 de novembro de 2010   |
| 09               | Tashy 497                 | Foraks 497                   | 12 de novembro de 2010  |
| 10               | Lessons in Love           | Lições de Amor               | 19 de novembro de 2010  |
| 11               | The Fortress of Deception | Fortaleza das Mentiras       | 3 de dezembro de 2010   |
| 12               | The Ballad of Scary Mary  | A Balada da Mary Assustadora | 2 de fevereiro de 2011  |
| 13               | The Demon Within          | Dentro do Demônio            | 9 de fevereiro de 2011  |
| 14               | I Am Octus                | Eu Sou Octus                 | 16 de fevereiro de 2011 |
| 15               | Disenfranchised           | Marginalizados               | 2 de março de 2011      |
| 16               | Escape from Galaluna      | Fuga de Galaluna             | 9 de março de 2011      |
| 17               | Under the Three Moons     | Embaixo das Três Luas        | 16 de março de 2011     |
| 18               | A Family Crisis           | Crise de Família             | 26 de março de 2011     |
| 19               | The Steel Foe             | O Inimigo de Aço             | 16 de março de 2011     |
| 20               | A New Beginning           | O Novo Começo                | 9 de abril de 2011      |

## História
Titã Simbiônico apresenta "as aventuras de três seres do planeta Galaluna que aterrissam na Terra enquanto tentava escapar de seu mundo devastado pela guerra." A série segue a vida de Illana, Lance e Octus, dois adolescentes alienígenas e um robô em forma de humanoides que chegam à Terra, um planeta "idêntico" ao Galaluna, enquanto fogem de um mal geral que assumiu seu planeta de origem devastado por criaturas monstruosas chamado Mutraddi.

## Personagens
- Illana - princesa de Galaluna, é obrigada a fugir de lá para que um dia possa voltar e reclamar seu direito ao trono (caso o pai não sobreviva). É protegida por Lance e finge ser irmã dele para se esconder na Terra, sozinha se transforma em Corus (na verdade uma armadura feminina dourada de alta tecnologia e alto poder de defesa, que representa seu lado de defender os outros) quando está transformada com Lance e Octus é o coração do Titã.
- Lance - protetor de Illana, e um dos guardas do planeta Galaluna. Não é revelado muito sobre seu passado, apenas que ele fora uma criança muito menosprezada por quase todos do planeta desde criança, o que pode explicar seu lado super protetor (geralmente querendo provar que é capaz de cumprir determinada tarefa).Quando chega à Terra demonstra uma característica super-protetora chegando a ser hilária (desconfia de tudo. EX: choro de bebês, pessoas querendo saber as horas, vizinhos, etc) essa atitude muda com o passar do tempo, sozinho se transforma em Manus (armadura de alta tecnologia com grande poder de ataque), quando transformado com Octus e Illana representa a força do Titã. Se disfarça de irmão de Illana e Octus para se esconder na Terra.
- Octus - Um robô alienígena de alta tecnologia, foi criado pelo Rei de Galaluna para proteger Illana, na Terra usa dois disfarces holográficos: Newton, um estudante nerd adolescente e Senhor Lunes, que é o pai de Lance e  Illana na Terra, além de que quando transformado com Lance e Illana é a mente do Titã.

## Dubladores
- Ana Lúcia Menezes - Illana
- Renan Freitas - Lance
- Ricardo Juarez - Octus
- Júlio Chaves - Solomon
- Mauro Ramos - Steel
- Locutor: Ricardo Vooght/Jorge Vasconcelos
- Diretor de Dublagem: Jorge Vasconcelos
- Estúdio: Cinevideo